# Hanoi
Hanoi eller Ha Noi har været hovedstad for hele Vietnam siden 1976 og var hovedstad i Nordvietnam fra 1954 til 1976. Byen har 8.435.650(2022)indbyggere.
Byen ligger på den højre (sydvestlige) bred af Den Røde Flod på en flodslette i det nordlige Vietnam. I byen findes Ho Chi Minhs mausoleum og mange museer relateret til frihedskrigene fra 1945 til 1976.
Byen har mange bygninger fra perioden fra 1887 til 1940.
Hanoi er som store dele af Vietnam under en stærk økonomisk udvikling, der viser sig i form af store byggeaktiviteter til såvel boliger som industri.
I den sydlige del af Hanoi ligger Bach Mai-hospitalet, der blev bygget af franskmændene i 1911 og i dag er et af Vietnams største hospitaler.

## Historie
Hovedstad for Fransk Indokina, blev byen i 1887. 
Long Biên-broen (Cầu Long Biên) var angiveligt en af de vigtigste militære mål i Nordvietnam, under Vietnam-krigen; Broen står mellem Gia Lam og Hanoi.